# Podvolóixino
Podvolóixino (en rus: Подволошино) és un poble del krai de Perm, a Rússia, que en el cens del 2010 tenia 190 habitants.